# 聖伊尼亞斯鎮區 (密歇根州)
聖伊尼亞斯鎮區（英語：St. Ignace Township）是位於美國密歇根州麥基諾縣的一個行政鎮區。

## 地方資料
聖伊尼亞斯鎮區的面積為367.80平方千米，當中陸地面積為252.00平方千米，而水域面積為115.80平方千米。根據2020年美國人口普查的數據，當地共有人口973人，而人口密度為每平方千米2.65人。